# Osiedle Widok (Jelenia Góra)
Osiedle Widok – osiedle w Jeleniej Górze to wschodnia część dzielnicy Cieplice Śląskie-Zdrój. Osiedle obejmuje ulice: Junaków, część ulicy Wolności, Sołtysią, Pionierską, Leśną, Malinnik, Widok, Marcina Kasprzaka, Granitową, Strzelecką, Szrenicką, Spacerową i Izerską w Jeleniej Górze. Do osiedla dojeżdżają linie autobusowe nr: 4, 6, 7, 9,14, 15, 17, 23, 26, 27 MZK Jelenia Góra.